# Kováčka
Kováčka (ok. 850 m) – płytka przełęcz w paśmie Gór Kisuckich w północnej Słowacji. Znajduje się w obrębie miejscowości Terchová pomiędzy szczytami Kýčerka (900 m) i Zázvorská Kyčera (901 m). Z północnych stoków przełęczy do zbiornika wodnego Nová Bystrica spływa potok Majeríčka, południowe opadają do doliny potoku Struháreň.
Rejon Kováčki pokrywają łąki. Biegnie tędy niebieski szlak turystyki rowerowej i pieszej, na przełęczy dołącza do niego zielony szlak z Terchovej.

## Szlak turystyczny
odcinek: Sedlo Kubínska hoľa – Vasiľovská hoľa – Minčol (1139 m) – Bzinská hoľa – Príslopec – Paráčsky Minčol – Paráč – Sedlo pod Okrúhlicou – Okrúhlica – Javorinka – Okrúhlica (1076 m) – Kýčerka – Kováčka – Zázvorovci – Vojenné – Pod Vojenným – Káčerovci – Pod Mravečníkom – Mravečník – Terchová
  Biely potok (Terchová) – Huličiarovci – Poľany – Jánošíkovci – Šipková – Kováčka (skrzyżowanie z niebieskim szlakiem turyst.)